# Erich von Götha
Erich von Götha eller Erich von Götha de la Rosière (født Robin Ray 1924 i London) er en engelsk tegner, bedst kendt for den Markis de Sade-inspirerede albumserie The Troubles of Janice 1-4 og andre tilsvarende BDSM-tegneserier.
Han har også arbejdet under pseudonymerne Baldur Grimm, Janssens, Paula Meadows og Robbins.